# مسيك شعوب (صنعاء)

تعديل مصدري - تعديل

حي مسيك (شعوب) أحد أحياء مديرية شعوب في مدينة صنعاء اليمنية، بلغ عدد سكانه 7437 نسمة عام 2004  سمي الحي نسبة إلى فروة بن المسيك المرادي.

## الحارات
| الحارة             | عدد المساكن | عدد الأسر | الذكور | الأناث | الإجمالي |
| ------------------ | ----------- | --------- | ------ | ------ | -------- |
| حارة المزرعة       | 413         | 404       | 1410   | 1286   | 2696     |
| حارة المشهد        | 124         | 123       | 401    | 399    | 800      |
| حارة مسيك الجنوبية | 150         | 149       | 650    | 525    | 1175     |
| حارة مسيك الوسطى   | 215         | 210       | 833    | 699    | 1532     |
| حارة مسيك والمزرعة | 176         | 178       | 669    | 565    | 1234     |
| الإجمالي           | 1078        | 1064      | 3963   | 3474   | 7437     |

## طالع ايضاً
- جامع فروة بن مسيك.